# 伊通河

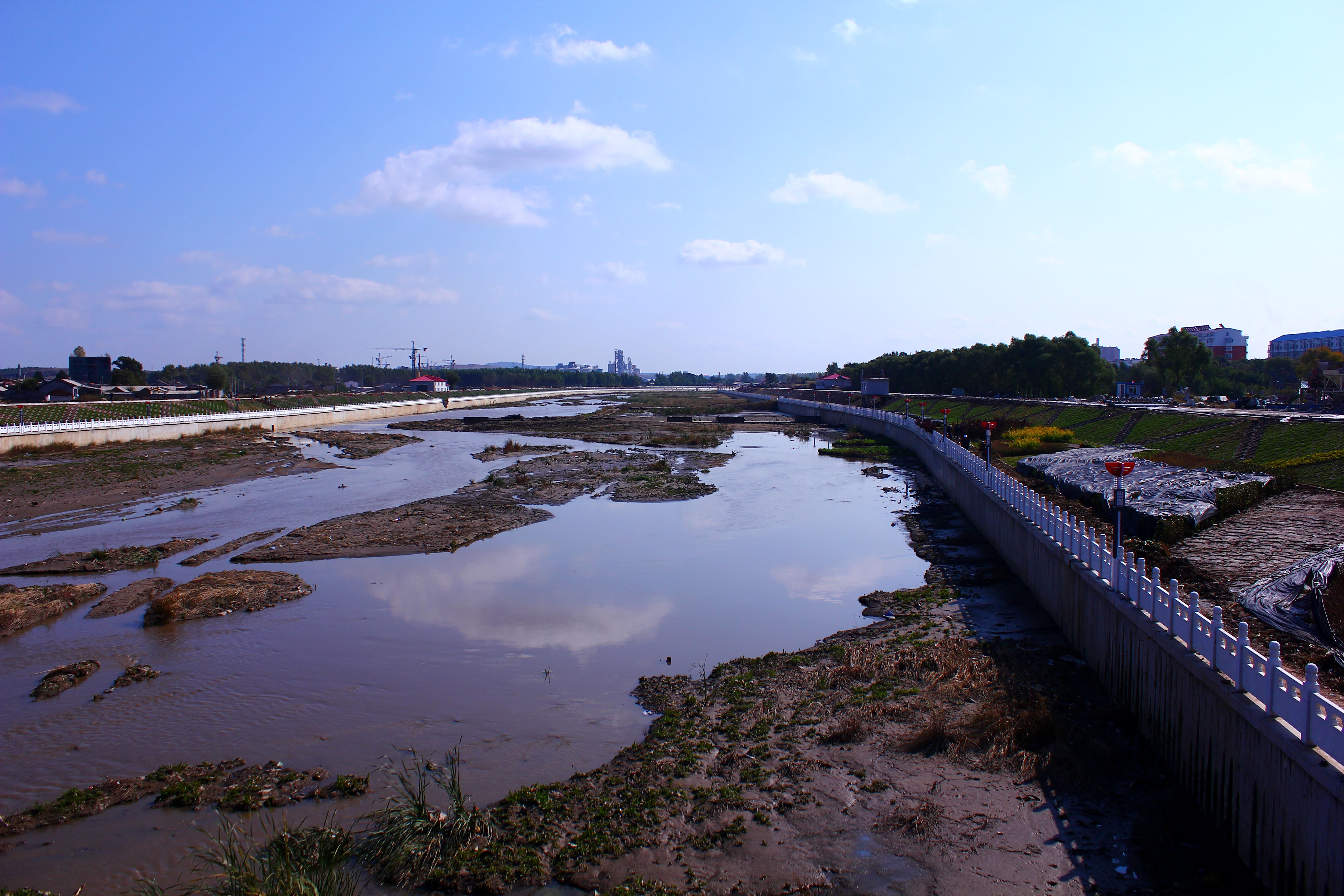
2012年10月4日的伊通河，摄于伊通满族自治县伊通镇北大桥上，面朝东。

伊通河（转写：Ituŋ ula）是中国吉林省中部的一条河流，为第二松花江支流饮马河的最大支流。古称益退河、依秃河、易屯河、伊敦河，河长342.5公里，流域面积8440平方公里。

## 干流概况
伊通河发源于吉林省伊通满族自治县东南部的河源镇（原板石庙乡）大酱缸村青顶子山北麓，向西北流经寿山水库、东丰县那丹伯镇、伊通营城子镇、县城伊通镇，至马鞍镇转北流，进入长春市辖区，伊通河自南向北穿过长春市辖区东部，至农安县开安镇新开河进入农安县境内，至县城农安镇转东北流，至德惠市郭家镇康家村以西成为农安与德惠两县市的界河，蜿蜒流至农安县靠山镇东南汇入饮马河。河长342.5千米，流域面积8440平方千米，河道平均比降0.3‰。
伊通河两岸地势低平，一般洪水期间河宽70米至100米，大洪水期河宽110米至3000米。主要支流有伊丹河、新凯河、太平沟、新立沟。汛期经常泛滥成灾。1985年8月，伊通河洪水在长春市区段冲毁道路26万平方米，冲垮房屋1300多间，45个工厂停工，全市受灾人口1.796万人，直接经济损失1049万元。最近一次具有破坏性的大规模洪水发生在2010年夏季。

## 流域概况
伊通河流域地处温带大陆性季风气候区，春季风大干燥，夏季温热多余，秋季温和凉爽，冬季寒冷漫长。年均气温4.6℃多年平均风速3.3米每秒，多东南风。
流域年均降水量608.6毫米，多集中在6～9月，占全年降水量的75%。年均蒸发量598.6毫米。河流封冻期为每年11月中旬至次年4月上旬，140天以上。流域年均径流量4.97亿立方米，年均输沙量31.7万吨。新立城水库以下河段劣Ⅴ类水质占86.2%。

## 历史
南北朝的时期,夫余族在河岸上修建了王城。清代康熙二十年（1682年），清政府为抵御沙俄侵犯黑龙江流域，开通了伊通河航道，粮草辎重通过水路运输到东辽河的小城子，通过陆路转运到伊通河下水，装入三丈五尺长的小船北运，把辽河与松花江、黑龙江连接起来。道光年间，伊通河河水大减，规模航运就此中断。进入二十世纪初，长春设治后伊通河航运又逐渐兴起，彼时从长春乘船可达哈尔滨、吉林，长春府时期有刁家渡口等十几处停靠地，但由于上游植被遭破坏及气象的变化，伊通河流量减少，已不能航行大船了。中华人民共和国成立后，由于河水变浅，伊通河航运业趋于结束。

## 治理
伊通河是流经吉林省省会长春市城区的唯一河流，流经长度15.08千米。业主为长春市伊通河管理委员会，属于水利系统副厅级事业单位。自1985年洪灾后，长春市加快了城市防洪工程的建设，现长春城区堤防总长达31.5千米，并建成排涝站8座，穿堤涵洞15处，构成了长春市可靠的防洪保障，又形成了从南环城路黑嘴子大桥至东大桥的带状公园。2016年开始建设的南溪湿地公园，南起绕城高速公路桥，北至南环城路黑嘴子大桥，南北距离3km，河道长4.78km，占地3.1平方千米，投资34.5亿元。其中建筑面积19413平米，铺装面积210750平米，绿化面积1991555平米，水体面积798282平米。

## 支流
- 小河沿子河，为净月潭水库注入伊通河的河道。与卫星路平行的河道是长春经济技术开发区与长春净月经济开发区的分界线。
- 鲶鱼沟：发源于石碑岭西北坡，横穿长春经济技术开发区中部，在东环城路与临河街之间以地下暗沟方式流经中东大市场、李尔厂区、吉林大学中日联谊医院、海口路，在自由大路南侧的中日友好会馆以南注入伊通河东岸。
- 农大明沟
- 永安明沟起自长春动植物园东侧吉顺街，在永安桥下注入伊通河西岸，2016-2017年获得治理。牡丹园水体、杏花村与御花园水体汇入儿童公园，经民康路暗渠注入。南湖经师大暗渠注入动植物园西南角。朝阳公园水体经清华路暗渠注入动植物园西北角。
- 东新开河（杨家店河）是伊通河中游右侧的一级支流。发源于长春市二道区三道镇前石碑岭东，由东南向西北流，在高新北区兴隆山镇东苟家屯西南金钱堡注入伊通河东岸。全长16.6公里。流域面积约79.9平方公里。年径流0.08亿m³。二级支流全分布在右岸，由上游而下依次是：小稗子沟、大稗子沟、西稗子沟、（西）朝阳沟、苇子沟、金钱沟、常家店沟。[5]大部分河段都是劣Ⅴ类水质。治理工程2017年完工。
- 东安沟：南关区与宽城区分界线。位于伪皇宫北侧。是胜利公园水体注入伊通河西岸的水道。
- 杨家崴子明沟：长春经济技术开发区
- 团山子明沟：宽城区。
- 翟家明沟：宽城区